# Copa Intercontinental de Basquete de 2022
A Copa Intercontinental da FIBA de 2022 foi a 31ª edição do maior torneio de clubes organizado pela FIBA. Foi realizada entre os dias 11 de fevereiro a 13 de fevereiro de 2022, no Hassan Moustafa Sports Hall, na cidade do Cairo, Egito.

## Formato
O torneio, que em 2021 foi disputado em jogo único vencido pelo Hereda San Pablo Burgos (ESP) contra o Quimsa (ARG), volta ao formato adotado em 2019 com quatro participantes. A competição é realizada com dois jogos de semifinais, decisão de terceiro colocado e uma grande final.

## Equipes
| Equipe                  | Qualificação                                 | Data da qualificação | Participações                    |
| ----------------------- | -------------------------------------------- | -------------------- | -------------------------------- |
| Zamalek SC              | Campeão Liga Africana de Basquetebol de 2021 | 30 de maio de 2021   | Primeira participação no torneio |
| Hereda San Pablo Burgos | Campeão da Liga dos Campeões da FIBA 2020-21 | 13 de abril de 2021  | 2ª (Campeão na edição de 2021)   |
| Lakeland Magic          | Campeão NBA G League 2020-21                 | 11 de abril de 2021  | Primeira participação no torneio |
| Flamengo                | Campeão FIBA Liga das Américas 2020-21       | 13 de abril de 2021  | 3ª (Campeão na edição de 2014)   |

## Local
O torneio foi disputado na Hassan Moustafa Sports Hall com capacidade para 5.200 espectadores, inaugurado para o Campeonato Mundial de Handebol Masculino de 2021.

## Chaveamento
|  | Semifinais     | Semifinais              | Semifinais |  |  | Final                | Final                   | Final                |
|  |                |                         |            |  |  |                      |                         |                      |
|  | Brasil         | Flamengo                | 94         |  |  |                      |                         |                      |
|  | Estados Unidos | Lakeland Magic          | 71         |  |  |                      |                         |                      |
|  |                |                         |            |  |  | Brasil               | Flamengo                | 75                   |
|  |                |                         |            |  |  | Espanha              | Hereda San Pablo Burgos | 62                   |
|  | Egito          | Zamalek SC              | 61         |  |  |                      |                         |                      |
|  | Espanha        | Hereda San Pablo Burgos | 78         |  |  | Decisão do 3.º lugar | Decisão do 3.º lugar    | Decisão do 3.º lugar |
|  |                |                         |            |  |  | Estados Unidos       | Lakeland Magic          | 113                  |
|  |                |                         |            |  |  | Egito                | Zamalek SC              | 78                   |

## Premiação
| Copa Intercontinental de Basquete de 2022 |
| Brasil                                    |
| ----------------------------------------- |
| Campeão Flamengo (2º título)              |